# Passage de la Bourse
Il Passage de la Bourse ("passaggio della borsa"), è oggi una galleria coperta nella città di Charleroi, in Belgio.
Si trova in un isolato della Ville-Basse circondata dalla rue de Marchienne a nord, rue Puissant d'Agimont a est, rue de Charleville a sud e rue du Collège a ovest.
La galleria fu costruita alla fine del XIX secolo dall'architetto Edmond Legraive. Di ispirazione neorinascimentale fiamminga per gli edifici esterni, è di stile neoclassico per le facciate interne della galleria. È stata classificata nel 1990, con ulteriore modifica nel 2011.

## Storia

### Urbanizzazione della Ville-Basse

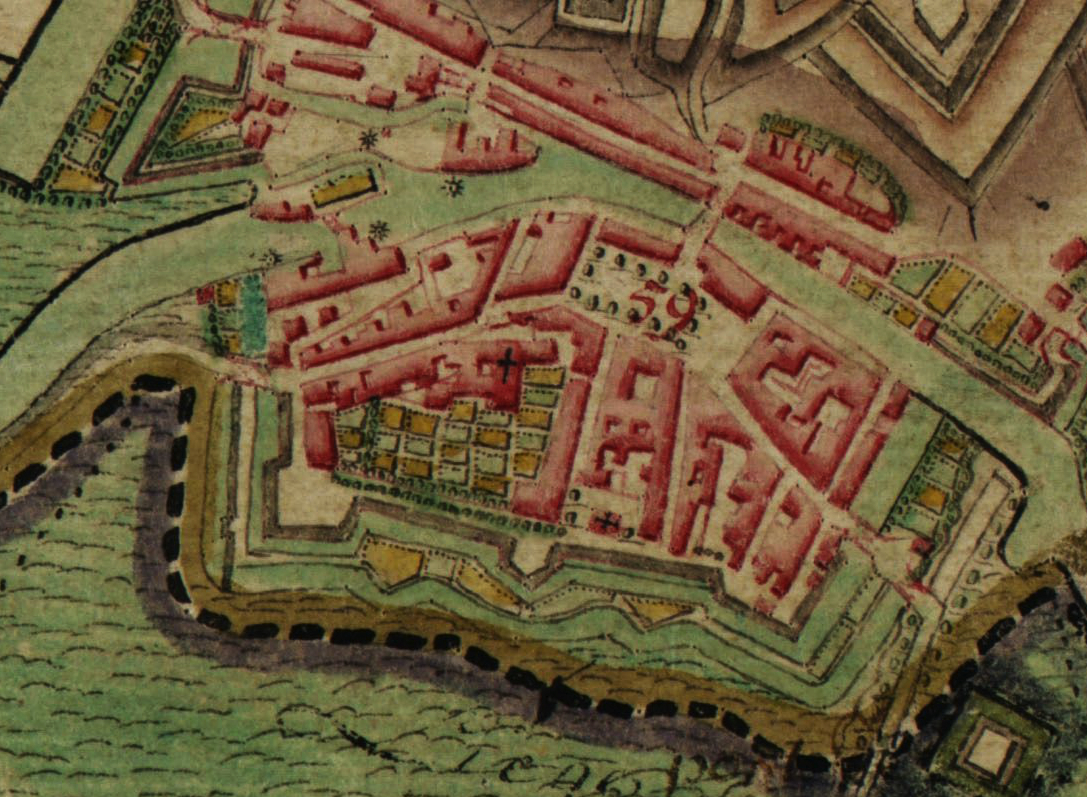
La Città Bassa di Charleroi intorno al 1770 (mappa del Ferraris).

Nel giugno 1667, durante la Guerra di Devoluzione, l'esercito francese di Luigi XIV prese la fortezza di Charleroi, incompiuta e parzialmente distrutta, situata sulle rive del Sambre. Il re decise di continuare la costruzione. Per attirare gli abitanti, nell'agosto del 1668, concesse dei privilegi, tra cui l'esenzione dalla tassazione. Per estendere la rocca e difendere il passaggio della Sambre, fu creata nel 1675 la Ville-Basse sull'altra sponda del fiume, sviluppando nel tempo l'attività economica. Le esenzioni concesse da Luigi XIV furono prorogate più volte nel XVII XVII e XVIII secolo dai sovrani spagnoli o austriaci da cui dipendevano i luoghi.
La mappa di Ferraris di fine XVIII secolo mostra degli edifici relativamente fitti, fatta eccezione per il vasto isolato ad ovest, occupato in gran parte dal convento dei Cappuccini, costruito nel 1681, i cui giardini si estendevano fino ai bastioni.

Durante la Rivoluzione francese, la città ridivenne francese e nel 1796 il convento fu venduto come demanio nazionale. I locali furono acquistati nel 1803 dall'amministrazione comunale, che vi insediò il municipio e nel 1845 una scuola comunale. La chiesa conventuale, divenuta chiesa parrocchiale nel 1804, fu sostituita nel 1830 dalla chiesa di Saint-Antoine-de-Padoue, eretta d'architetto Jean Kuypers. Una nuova via, la rue du Collège, fu costituita nel 1837 attraversando gli ex giardini del convento.
Dopo la rettifica del canale di deviazione Sambre, la creazione della linea ferroviaria e della stazione a sud del canale nel 1843, i bastioni che furono stabiliti in questo luogo cedettero il posto a nuovi blocchi urbanizzati posti lungo il corso d'acqua. La borghesia imprenditoriale, organizzata in camera di commercio dal 1827, vi si stabilì. Ciò ha intensificato la vocazione commerciale della Ville-Basse.
La città di Charleroi, trovandosi nel cuore di una regione in piena effervescenza industriale tra estrazione del carbone, produzione dell'acciaio, produzione del vetro e chimica, istituisce in questo luogo ideale una bourse de Commerce, un "mercato di materie prime".

### LaBourse de Commercee ilPassage
La bourse du Commerce, "mercato delle materie prime", istituita nel 1875, fu temporaneamente ospitata nel vecchio municipio abbandonato dall'amministrazione che si trasferì alla Ville-Haute nel 1887.
Nel 1888 il consiglio comunale di Charleroi esaminò diversi progetti per lo sviluppo del sito del vecchio municipio. Anche Octave Van Rysselberghe, un architetto di Bruxelles, presentò un progetto nel 1889. Fu infine scelto nel 1890 un progetto dell'architetto Edmond Legraive, originario di Ixelles (Bruxelles). I progetti prevedevano la costruzione di una galleria coperta a nord, con accesso da rue de Marchienne, e di una borsa valori a sud, affacciata su rue Léopold. Il progetto comprende anche locali da adibire a uffici arbitrali e di conciliazione, sorteggio per il servizio militare, teatro e sale riunioni, un ufficio di polizia, un capannone pompe antincendio, un corpo di guardia, ecc. La galleria coperta è progettata per ospitare negozi. Ogni abitazione, costituita da un piano terra commerciale e dotata di tre piani, è prevista per essere venduta separatamente, restando il Comune proprietario della viabilità coperta. Il nome di Passage de la Bourse fu attribuito nel novembre 1890 dal collegio comunale. Il complesso sarà inaugurato il 10 aprile 1892.
Dal punto di vista urbanistico, la sua posizione, che duplica Rue du Collège, una strada commerciale importante per la Città Bassa, non è ideale. E una pianta a croce, come quella della Galleria Vittorio Emanuele II di Milano, avrebbe certamente reso più vivace il passaggio.
Tuttavia, il Passage de la Bourse, il "passaggio della Borsa", divenne rapidamente un luogo privilegiato per gli amanti dell'arte, della musica e di altri divertimenti dove si installavano negozi, sale da musica, cinema, librerie, stamperie, ecc.
Dopo la seconda guerra mondiale, la galleria perse il suo splendore. La borsa commerciale e l'auditorium furono demoliti e sostituiti da un edificio moderno, come desiderava il sindaco Octave Pinkers, per compensare i numerosi lavori effettuati nella Città Alta in quel periodo. L'edificio moderno è opera degli architetti A. Daloze e R. Baeyens. Tra il 1974 e il 2011 ha ospitato il centro di produzione di Charleroi della Radiotelevisione belga della Comunità francese (RTBF).
Nel corso del tempo, varie trasformazioni, sono state eseguite senza tener conto dell'armonia complessiva e hanno deteriorato la qualità architettonica del passaggio. Il restauro realizzato nel 2003 dall'architetto Philippe Dulière, un progetto su larga scala che ha coinvolto in particolare le facciate e il tetto in vetro, ha riportato l'edificio al suo antico splendore.
Il passaggio è stato classificato il 6 ottobre 1990 come monumento all'interno del patrimonio culturale immobile della Vallonia. Questa classificazione comprendeva la copertura in vetro e le facciate della galleria. Questa prima classificazione è stata abrogata e sostituita il 14 dicembre 2011. Quest'ultima classificazione comprende la copertura in vetro e le facciate della galleria, nonché le facciate dell'edificio d'ingresso che si affaccia su rue de Marchienne.
Nell'ambito della costruzione del centro commerciale Rive gauche, il passaggio e l'intero quartiere hanno subito importanti trasformazioni tra la fine del 2013 e l'inizio del 2017, tra cui la demolizione dell'edificio che ospitava la RTBF.
Prima di questa demolizione, Charles Szymkowicz, pittore, chiese a tutti i costi di salvare il murale di 20 m2 di Gustave Camus presente nell'edificio. Ma la salvaguardia dell'opera, che doveva essere un murale, quindi dipinta direttamente sul supporto, è stata valutata 300.000 €. Un'analisi della Société royale d'archéologie, d'histoire et de paléontologie de Charleroi, una società scientifica della città, rivela che si tratta di un marouflage . L'azienda decolla, si riprende e diventa titolare dell'opera. Tuttavia, l'alto costo del restauro la compromette fortemente. Nessuna soluzione è stata trovata alla fine del 2021.

## Architettura
Sul lato di rue de Marchienne, a sinistra dell'ingresso della galleria, si trova un edificio che è stato a lungo occupato dal caffè Aux Mille Colonnes" "Alle Mille Colonne". Si tratta di una vasta rotonda di quattro piani coronata da una cupola che termina con un campanile. Sul lato destro dell'ingresso si trovano due negozi con vetrine che si affacciano su Rue du Collège e sul passaggio. In rue du Collège si trova una fila di cinque negozi, uno dei quali è stato modificato, rompendo l'armonia generale. I frontoni sul lato di rue du Collège sono nello spirito dello stile neorinascimentale fiammingo.
L'ingresso principale al passaggio è confinato al piano terra con colonne in pietra e coronato da un frontone con un orologio (ora mancante) e un cartiglio in pietra recante l'anno "anno 1891". Un architrave metallico che porta il nome "Passage de la Bourse", è sormontato da un balcone in ferro battuto poggiante su due mensole in metallo forgiato. Un ingresso simile dava accesso all'altra estremità del passaggio, nel lato della rue Léopold, alla Bourse de Commerce.
Il passaggio è concepito come una strada monumentale di accesso alla Borsa. Si tratta di una vera e propria strada pedonale che serve i propri edifici. La configurazione del sito e la presenza della chiesa di Saint-Antoine impongono un tracciato curvilineo, eccezionale nella storia dei passaggi coperti. Questo layout curvilineo rompe la monotonia di una linea retta. Sotto la lunga culla di vetro bianco trasparente del tetto di vetro, gli edifici sono allineati lungo un corridoio largo 6 metri.
Le facciate interne presentano un prospetto di tre registri neoclassici: dorico al pianterreno, ionico al primo piano, e corinzio al secondo. Ai piani terra commerciali le facciate sono in legno, i pavimenti rivestiti sono scanditi da colossali lesene che delimitano le campate e sostengono gli archi metallici che sorreggono il tetto in vetro. Al primo piano si aprono finestre quadrangolari con stipiti sovrapposti dietro una balaustra. Le finestre del secondo piano sono a tutto sesto e sono incernierate su colonnine agganciate. Le facce interne della galleria sono trattate con lo stesso spirito.

## Galleria d'immagini

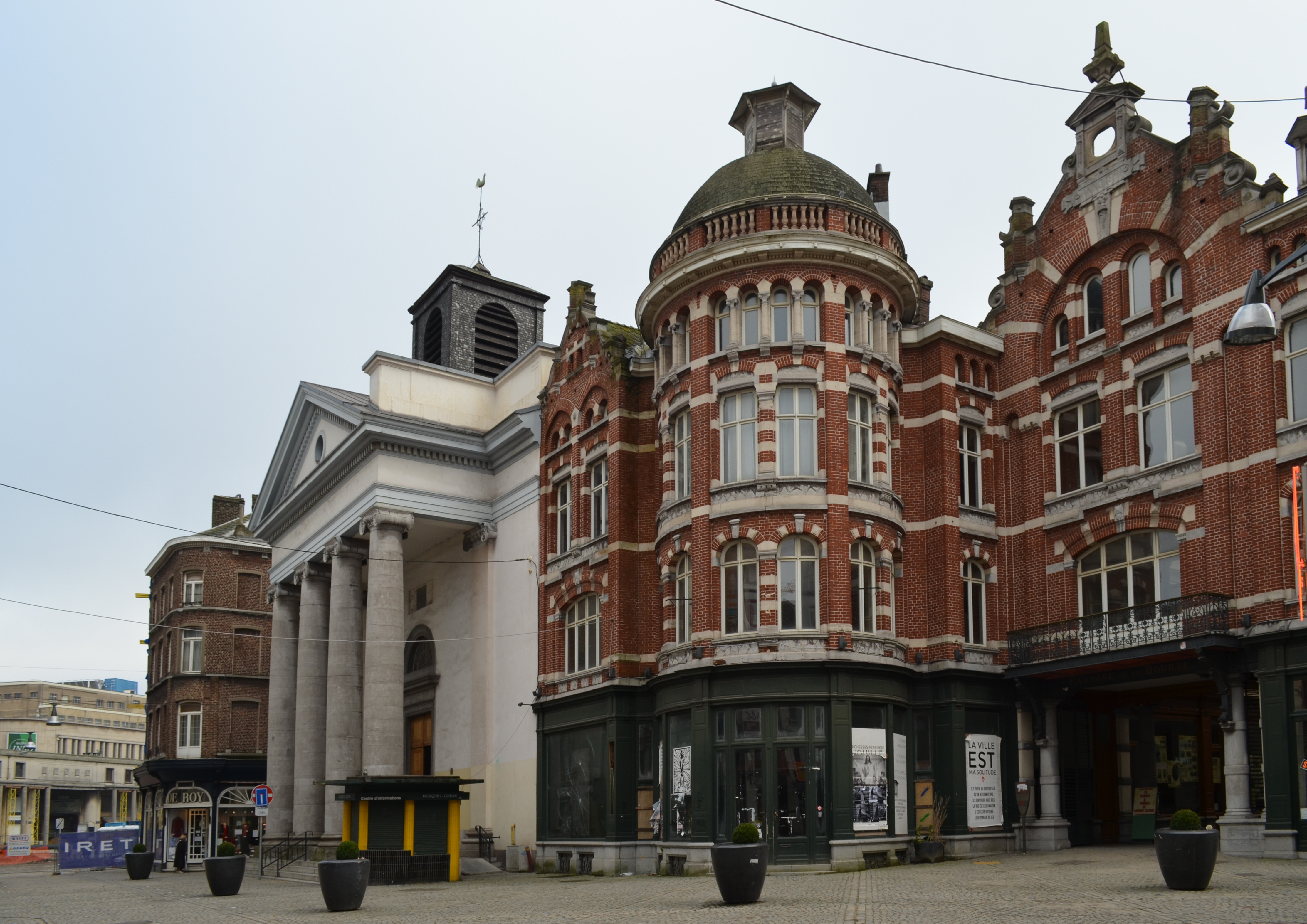
Ingresso alla galleria dal lato di rue de Marchienne.
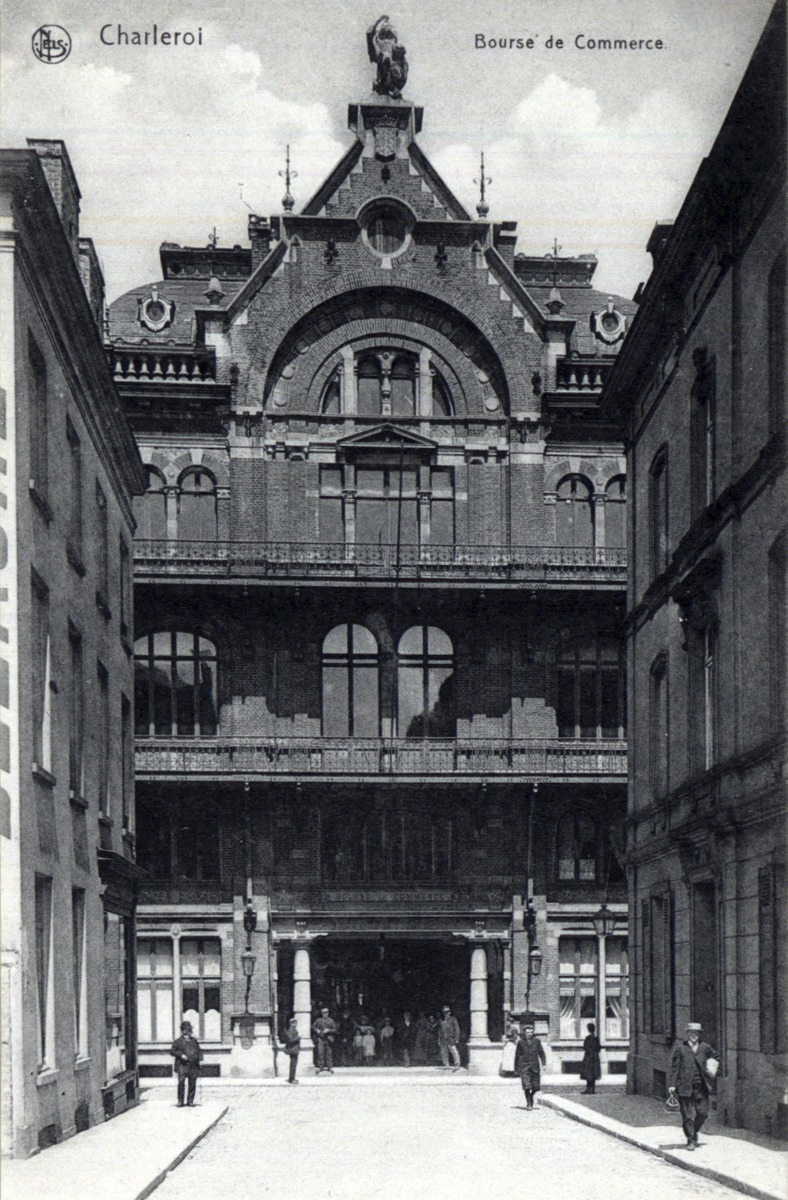
Facciata della Bourse du commerce, rue Léopold nell'asse di rue du Canal che non esiste più.
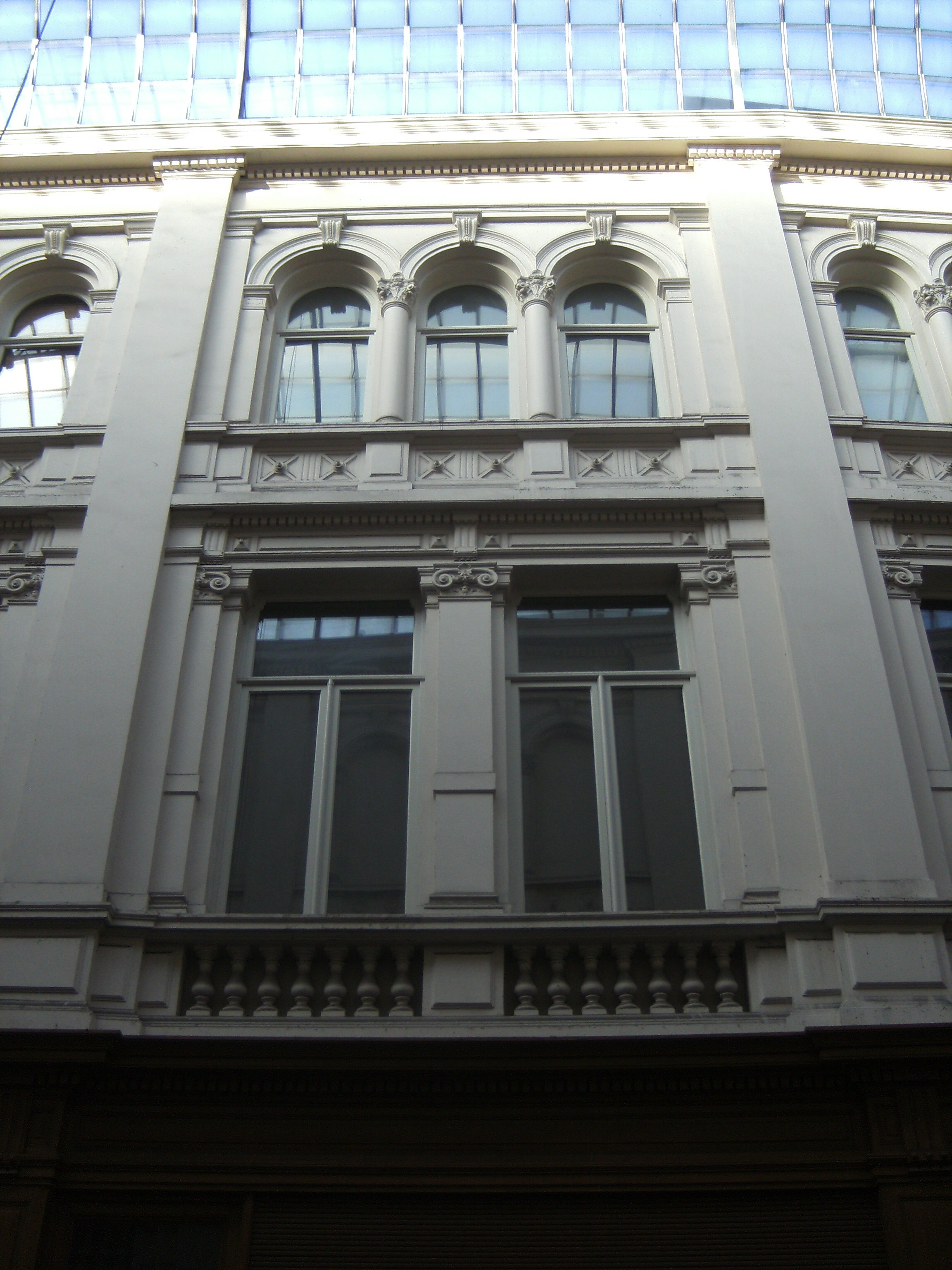
Veduta del prospetto di una campata.
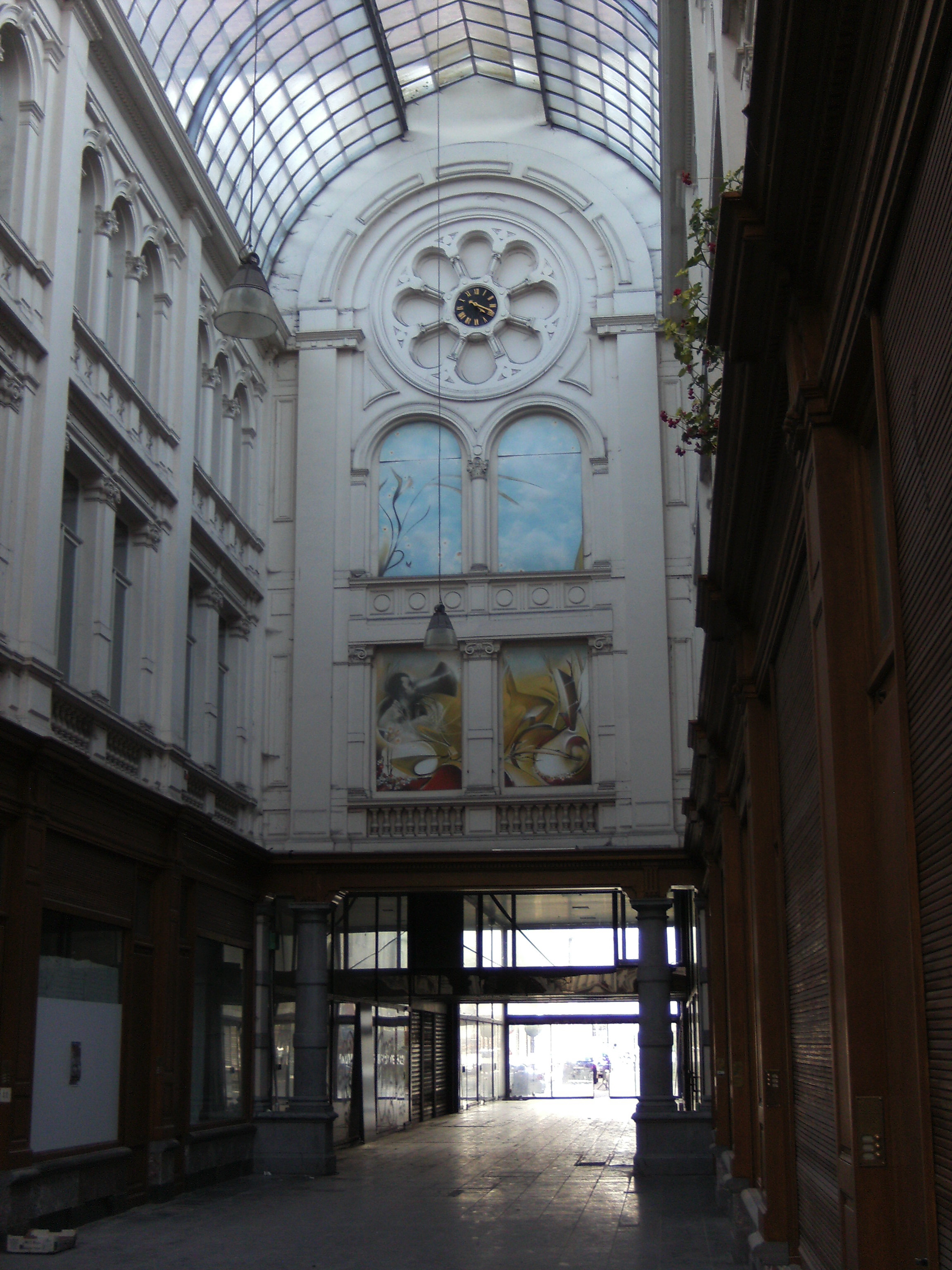
Facciata interna del terminal sul lato dell'ex Borsa di Commercio prima dei lavori di Rive Gauche.
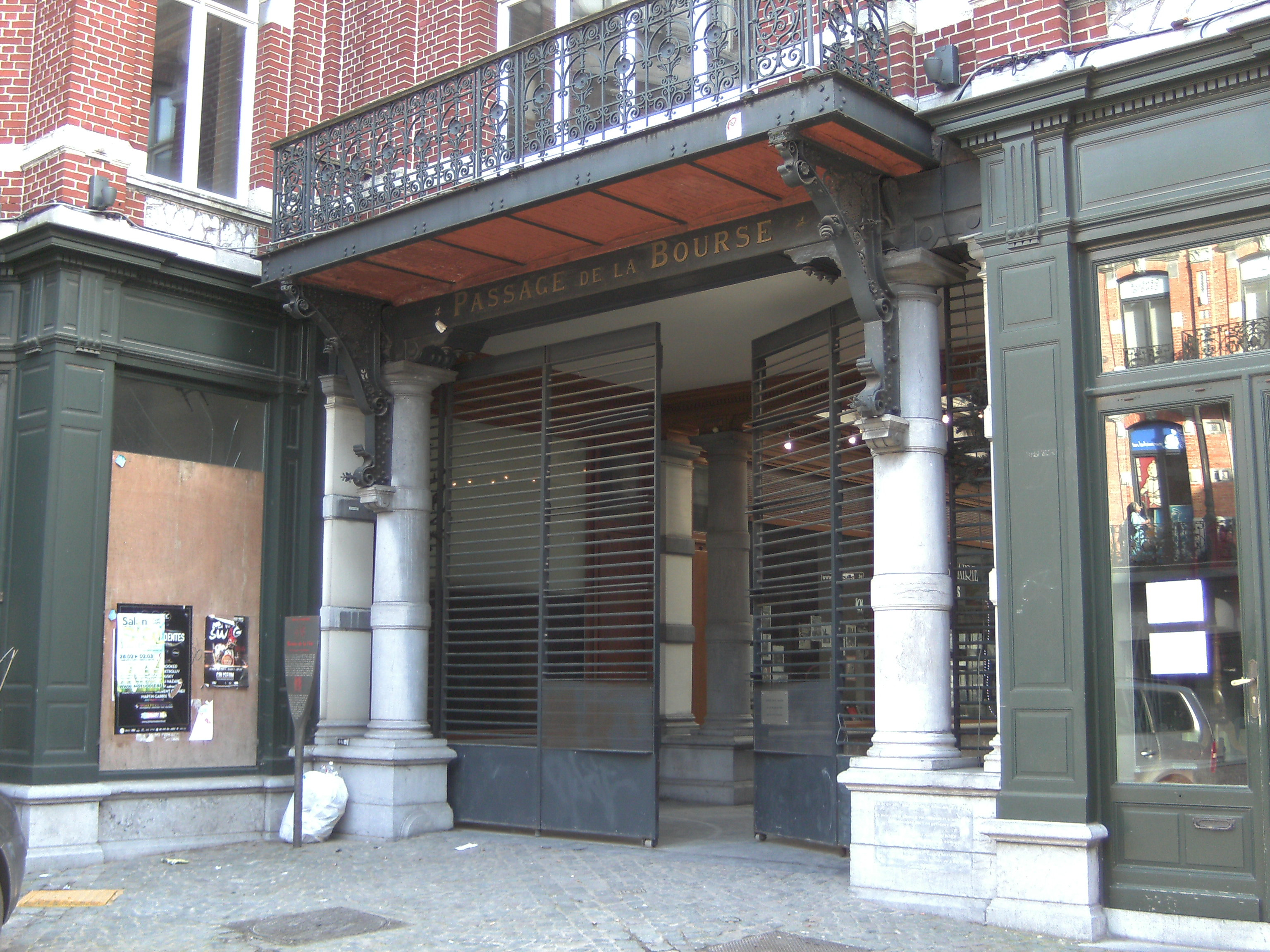
Particolare dell'ingresso dal lato di Rue de Marchienne.